# Сурмилицы
Сурмилицы — деревня в Руднянском районе Смоленской области России. Входит в состав Кляриновского сельского поселения. Население — 17 жителей (2007 год). 
Расположена в западной части области в 18 км к северу от Рудни, в 14 км северо-западнее автодороги Р130 Демидов - Рудня. В 20 км южнее деревни расположена железнодорожная станция Рудня на линии Смоленск — Витебск. 

## История
В годы Великой Отечественной войны деревня была оккупирована гитлеровскими войсками в июле 1941 года, освобождена в октябре 1943 года.